# Буонджорно, Алессандро
Алесса́ндро Буонджо́рно (итал. Alessandro Buongiorno; род. 6 июня 1999, Турин) — итальянский футболист, защитник клуба «Наполи» и сборной Италии.

## Клубная карьера
Буонджорно — воспитанник клуба «Торино» из своего родного города. 4 апреля 2018 года в матче против «Кротоне» он дебютировал в итальянской Серии A, заменив во втором тайме Эмилиано Моретти. Летом того же года Алессандро для получения игровой практики был арендован клубом «Карпи». 25 сентября в матче против «Перуджи» он дебютировал в итальянской Серии B. В начале 2020 года Буонджорно на правах аренды перешёл в «Трапани». 18 января в матче против «Асколи» он дебютировал за новую команду.

## Международная карьера
В 2019 году в составе молодёжной сборной Италии Буонджорно принял участие в молодёжном чемпионате мира в Польше. На турнире он был запасным и поле не вышел.

## Достижения
«Наполи»
- Чемпион Италии: 2024/25